# سینما ایران (کاشمر)
سینما ایران نام یک سینما در شهر کاشمر، استان خراسان رضوی، ایران است و این سینما پس از نوسازی، با میانگین ۵ سانس در روز، در سال ۱۳۹۷ بازگشایی شده است. این سینما در خرداد ۱۴۰۱ آتش گرفت و بعد از چندین ماه بازسازی در سال ۱۴۰۲ دوباره بازگشایی شد.